# Povos indígenas de Pernambuco

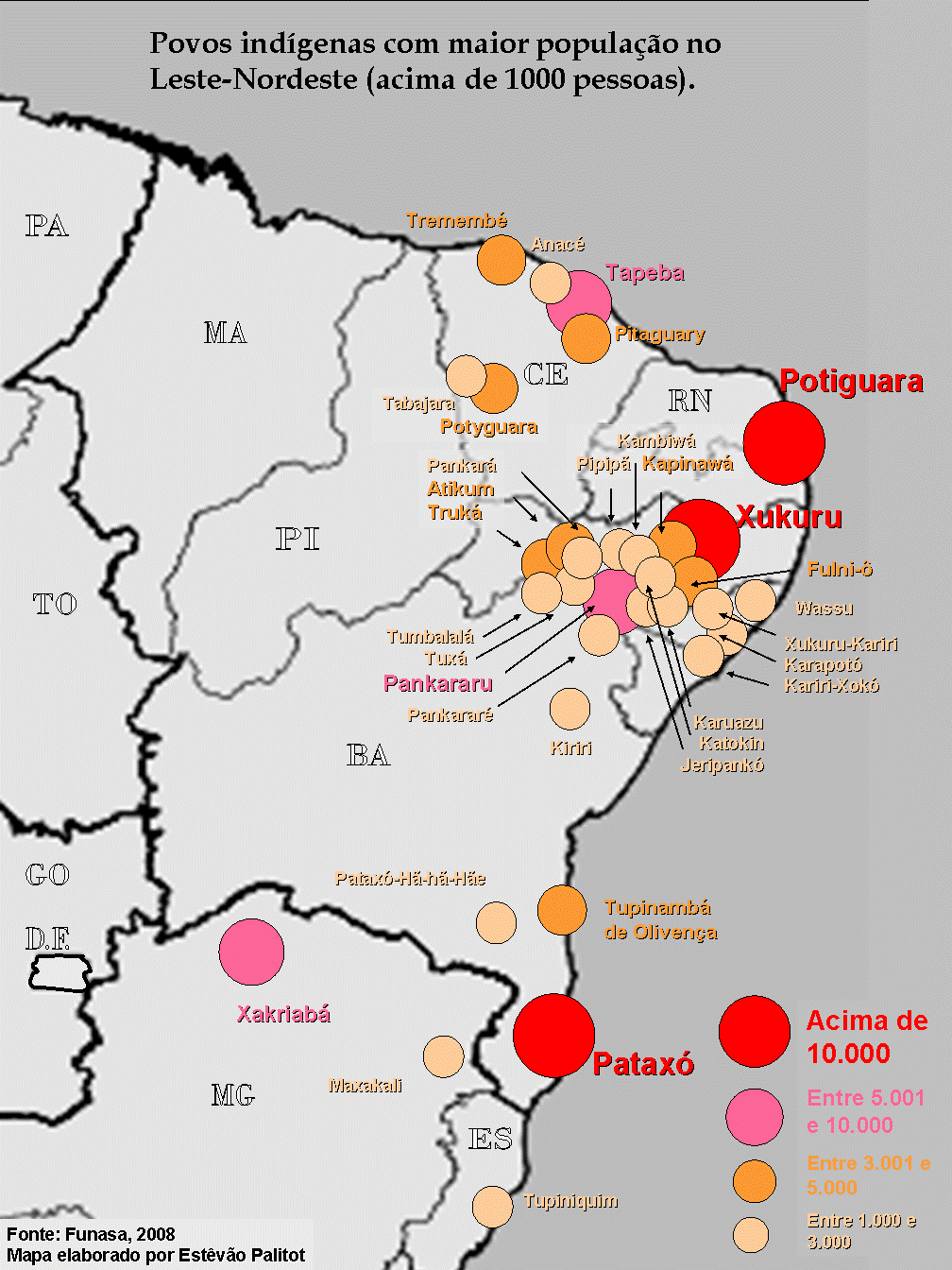
Etnias indígenas mais populosas no Leste-Nordeste.

De acordo com o Censo de 2022 do IBGE, Pernambuco tinha 106.634 indígenas de diversas etnias, sendo esta a quarta maior população do país, vivendo em terras indígenas no agreste e sertão.

## Etnias
De acordo com censo de 2010, vivem em Pernambucoː
- 12.471 xukurus, que são uma ramificação dos tarairiús que habitam a Serra do Ororubá, no município brasileiro de Pesqueira e Poção, Habitam a Terra Indígena Xukuru. Autodenominam-se Xukuru do Ororubá para distinguir-se do povo Xukuru-Cariri de Alagoas;[4][5]
- 11.366 pankararus, que habitam as proximidades do médio rio São Francisco, nos limites dos municípios de Tacaratu e Petrolândia, na Área Indígena Pankararu e Terra Indígena Entre Serras;[4][5]
- 7.499 atikuns, que vivem na Serra do Umã, no município de Carnaubeira da Penha;[4][5]
- 5.278 fulniôs, que habita próximo ao rio Ipanema, no município de Águas Bela. Junto com os índios do Maranhão são os únicos povos indígenas da Região Nordeste que conseguiram preservar o idioma nativo.[4][5]
- 4.392 trukás,que habitam o arquipélago da Ilha da Assunção no Rio São Francisco, no município de Cabrobó;[4][5]
- 3.688 kambiwás, que habitam os limites dos municípios brasileiros de Inajá, Ibimirim e Floresta, na Área Indígena Kambiwá;[4][5]Cacique Marquinhos Xucuru (2007)

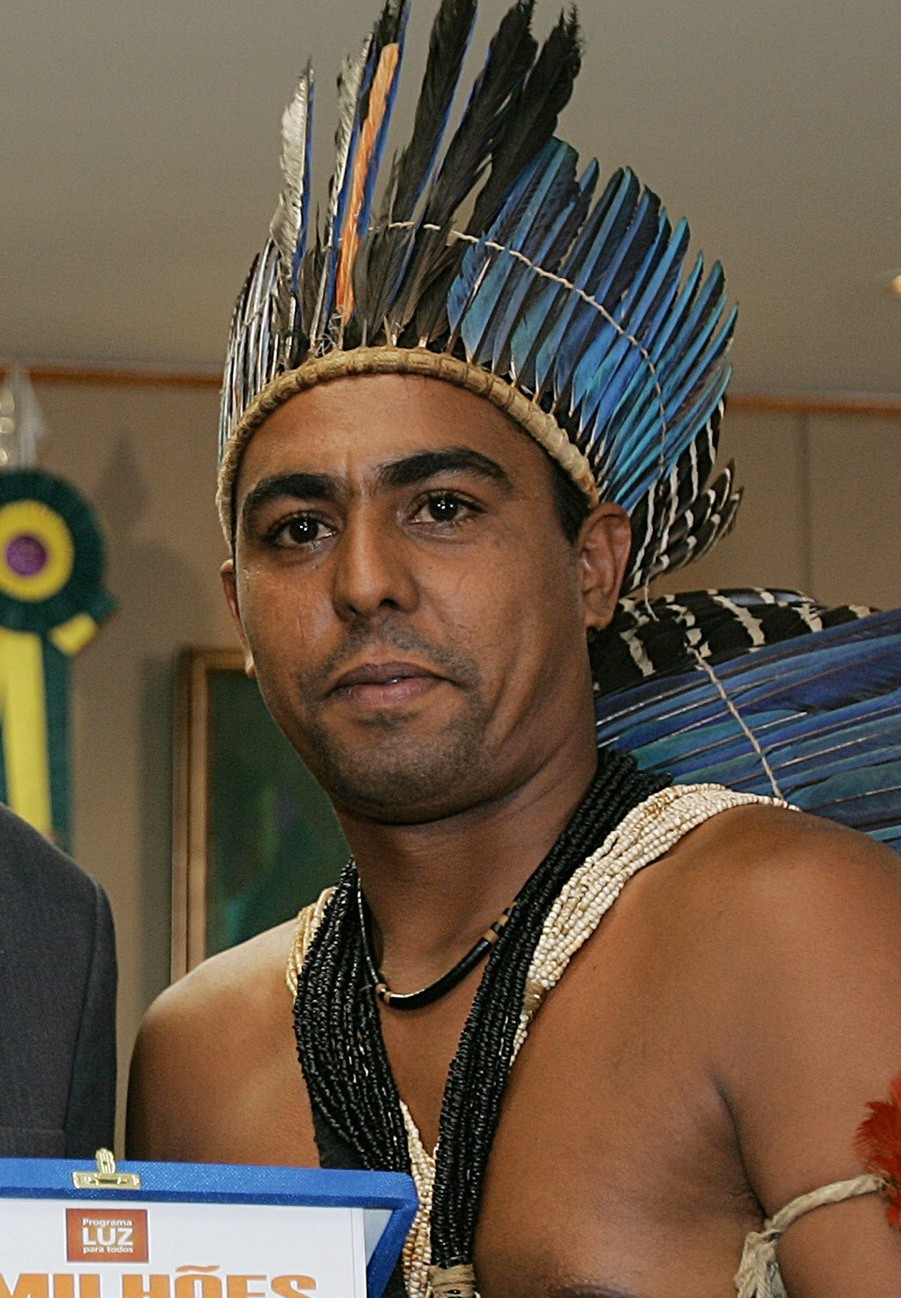
Cacique Marquinhos Xucuru (2007)

- 1.828 tuxás vivem próximo ao submédio rio São Francisco, mais precisamente nos limites dos municípios brasileiros de Ibotirama (Área Indígena Ibotirama) e do município de Rodelas (Áreas Indígenas Rodelas e Nova Rodelas), ambos no estado da Bahia, e à margem direita do rio Moxotó, junto aos limites do município pernambucano de Inajá, desta vez na Terra Indígena Fazenda Funil;[4][5]
- 1.951 kapinawás, que habitam a serra do Macaco, nos limites dos municípios de Buíque, Tupanatinga e Ibimirim, mais precisamente na Terra Indígena Kapinawá;[4][5]
- 1.445 pipipãs, que vivem em Floresta, entre a serra do Periquito e a serra Negra[4][5]

## População
Os municípios com maior população indígena no Censo de 2022 foramː
| Município            | População indígena (2022) | Proporção na população total (%) | Terra Indígena                              |
| -------------------- | ------------------------- | -------------------------------- | ------------------------------------------- |
| Pesqueira            | 22.728                    | 36,24                            | Xukuru e Xukuru de Cimbres                  |
| Carnaubeira da Penha | 10.506                    | 85,84                            | Atikum                                      |
| Tacaratu             | 8.241                     | 36,24                            | Entre Serras e Pankararu                    |
| Cabrobó              | 6.231                     | 20,57                            | Truká                                       |
| Águas Belas          | 5.712                     | 13,75                            | Fulni-ô                                     |
| Jatobá               | 5.579                     | 39,79                            | Entre Serras, Pankararu, Fazenda Cristo Rei |
| Floresta             | 5.456                     | 18,10                            | Kambiwá                                     |
| Petrolândia          | 5.223                     | 15,29                            | Entre Serras e Pankararu                    |
| Mirandiba            | 4.538                     | 32,09                            | Atikum                                      |
| Inajá                | 3.875                     | 15,14                            | Kambiwá e Tuxá de Inajá                     |
| Salgueiro            | 3.527                     | 5,65                             | Atikum                                      |
| Recife               | 2.656                     | 0,18                             | -                                           |
| Petrolina            | 1.922                     | 0,50                             | -                                           |
| Tupanatinga          | 1.920                     | 7,13                             | -                                           |
| Orocó                | 1.818                     | 13,25                            | Ilhas da Tapera/São Félix/Porto             |
| Ibimirim             | 1.705                     | 6,41                             | Kambiwá                                     |
| Itacuruba            | 1.349                     | 31,49                            | -                                           |

## Línguas

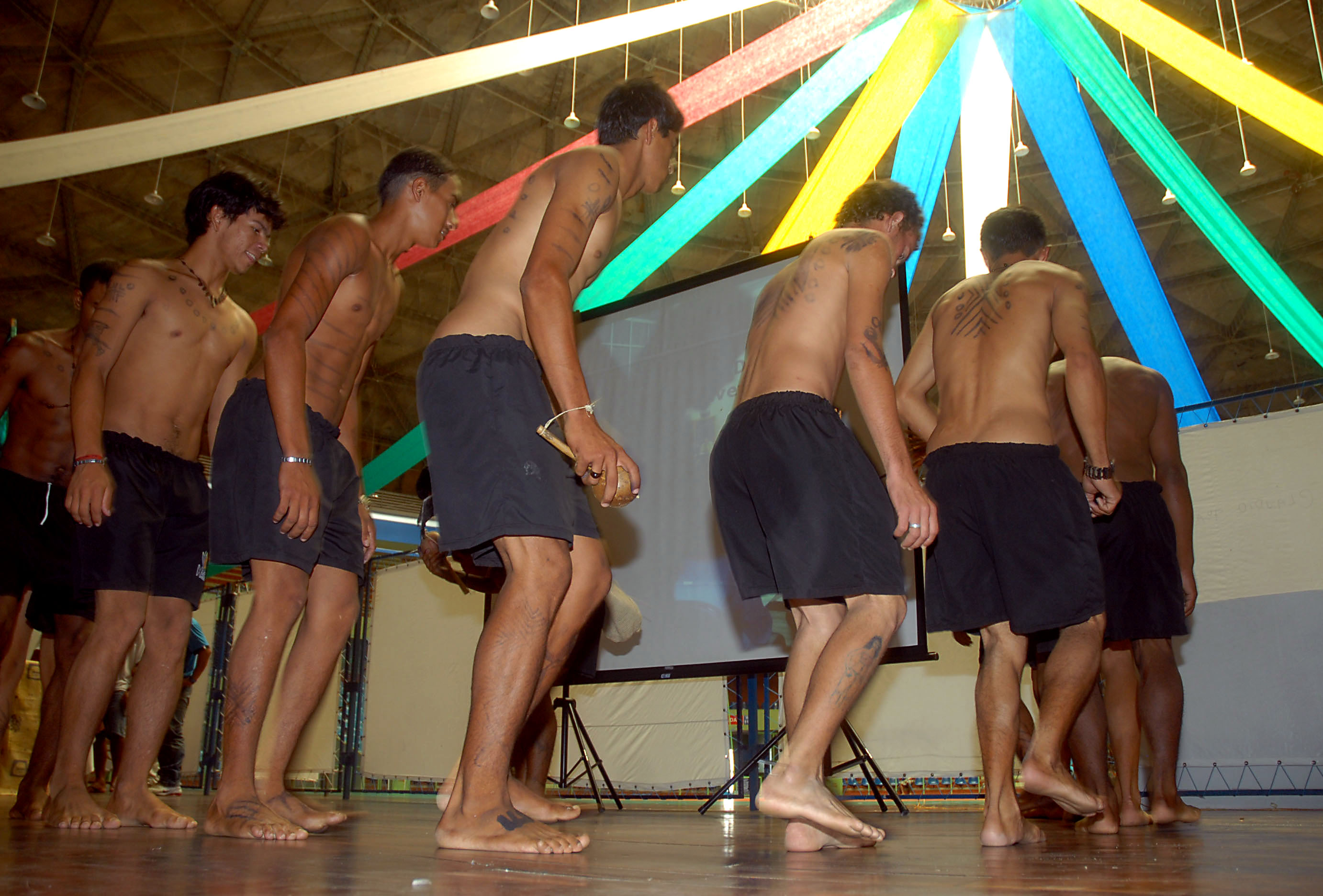
Dança do Toré pelos índios Kapinawá durante os Jogos dos Povos Indígenas de 2007

A maior parte dos indígenas pernambucanos perdeu o hábito do idioma materno, passando a falar a língua portuguesa, com exceção do povo fulni-ô. No Censo de 2010, foi registrado o seguinte número de falantes de línguas indígenasː
| Língua         | Tronco linguístico | Total de falantes (2010) |
| -------------- | ------------------ | ------------------------ |
| Iatê (fulni-ô) | Língua isolada     | 1871                     |
| Xucuru         | Língua isolada     | 87                       |
| Pankararu      | Língua isolada     | 31                       |
| Truká          | Língua isolada     | 27                       |
| Kambiwás       | Língua isolada     | 22                       |
| Kapinawá       | Língua isolada     | 1                        |

## Terras indígenas
São Terras ou Reservas Indígenas regularizadas no estado de Pernambucoː
| Terra/Reserva indígena          | Etnia     | Município                                                          |
| ------------------------------- | --------- | ------------------------------------------------------------------ |
| Atikum                          | Atikum    | Belém de São Francisco, Carnaubeira da Penha, Mirandiba, Salgueiro |
| Entre Serras                    | Pankararu | Jatobá, Petrolândia, Tacaratu                                      |
| Fazenda Cristo Rei              | Pankararu | Jatobá                                                             |
| Fulni-ô                         | Fulni-ô   | Águas Belas, Itaíba                                                |
| Kambiwá                         | Kambiwá   | Floresta, Ibimirim, Inajá                                          |
| Ilhas da Tapera/São Félix/Porto | Truká     | Orocó                                                              |
| Pankararu                       | Pankararu | Jatobá, Petrolândia, Tacaratu                                      |
| Truká                           | Truká     | Inajá                                                              |
| Tuxá de Inajá                   | Tuxá      | Inajá                                                              |
| Xukuru                          | Xukuru    | Pesqueira, Poção                                                   |
| Xukuru de Cimbres               | Xukuru    | Alagoinha, Pedra, Pesqueira, Venturosa                             |

Encontram-se na fase delimitada as Terras Indígenasː Pankará da Serra do Arapuá (etnia pankararu) e Pipipã (etnia pipipã).